# 22. listopad
22. listopad je 326. den roku podle gregoriánského kalendáře (327. v přestupném roce). Do konce roku zbývá 39 dní.

## Události

### Česko
- 1215 – Pražský probošt Ondřej se stal biskupem. Biskupské svěcení přijal z rukou samotného papeže Inocence III. na čtvrtém lateránském koncilu.
- 1848 – Říšský sněm, jehož zasedání ve Vídni přerušila revoluce, zahájil své jednání v arcibiskupském zámku v Kroměříži.
- 1897 – V Čechách byl natočen první hraný film Hořický pašijový film pořízený americkou produkcí. Jednalo se o hodinový záznam monumentálních pašijových her v Hořicích na Šumavě
- 1905 – Sněm Markrabství moravského schválil tzv. moravský pakt, dohodu představitelů české a německé politiky na Moravě o novém uspořádání veřejných záležitostí v zemi.
- 1938
  - Národní shromáždění přijalo Ústavní zákon o autonomii Podkarpatské Rusi.
  - České nesocialistické strany a část strany národně socialistické se spojily a vytvořily Stranu národní jednoty.

### Svět
- 1220 – Papež Honorius III. korunoval římského císaře Fridricha II. za slib, že zachová církevní práva a bude podporovat křižáckou výpravu.
- 1348 – Kazimír III. Veliký a Karel IV. podepsali v Namysłówě mírovou smlouvu.
- 1943 – Libanon získal nezávislost na Francii.
- 1956 – V Melbourne byly zahájeny XVI. Letní olympijské hry.
- 1963 – V Dallasu v Texasu byl zavražděn americký prezident John F. Kennedy.
- 1975 – Po smrti generála Franca byl Juan Carlos I. prohlášen španělským králem.
- 1977 – British Airways zavedly lety Londýn – New York nadzvukovým letounem Concorde.
- 1990 – Margaret Thatcherová oznámila, že nebude kandidovat na funkci lídra strany a že rezignuje na post premiérky Spojeného království, jakmile nový kandidát bude zvolen.
- 2003 – V gruzínském Tbilisi obsadili oponenti prezidenta Ševardnadzeho budovu parlamentu a požadovali jeho demisi.
- 2004 – V reakci na zfalšování prezidentských voleb na Ukrajině začala tzv. Oranžové revoluce, jež vyústila v opakování voleb a vítězství Viktora Juščenka nad Viktorem Janukovyčem.
- 2005 – Angela Merkelová se stala první ženou ve funkci německého kancléře.

## Narození

### Česko

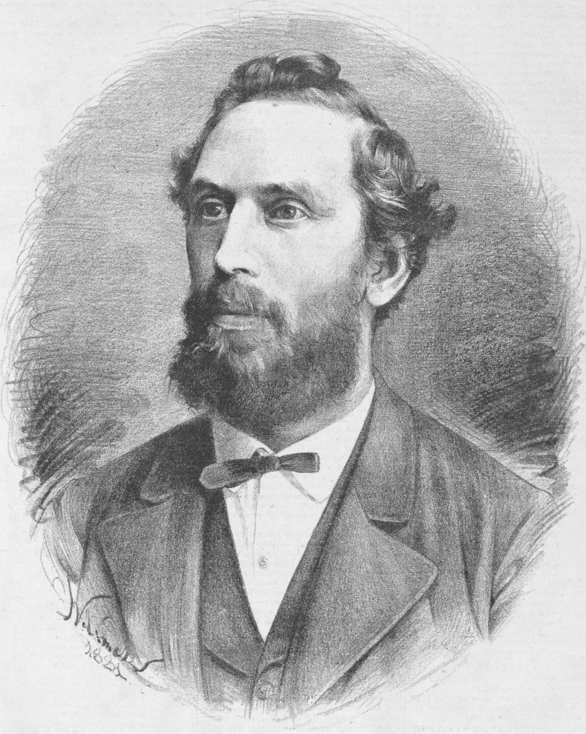
Josef Mocker (* 1835; architekt a restaurátor)

- 1709 – František Benda, skladatel a houslový virtuóz († 7. března 1786)
- 1812 – Johann Herrmann Adam, starosta Polevska a poslanec Českého zemského sněmu († 28. ledna 1890)
- 1824 – Jan Ludvík Lukes, operní pěvec († 24. února 1906)
- 1830 – Emanuel Trmal, právník a politik († 18. února 1914)
- 1835 – Josef Mocker, architekt a restaurátor († 16. ledna 1899)
- 1840 – Karel Vraný, skladatel, sbormistr a ředitel kůru († 6. května 1874)
- 1844 – František Ringhoffer III., český a rakouský podnikatel, poslanec Českého zemského sněmu († 23. července 1909)
- 1875 – Jindřich Haužvic, odborník a soudní znalec v oblasti výroby chemických látek († 18. října 1943)
- 1849
  - Fritz Mauthner, německý novinář, filozof, básník a spisovatel († 29. června 1923)
  - František Bíza, ilustrátor († 18. dubna 1904)
- 1877 – Paul Wittich, československý politik německé národnosti († 13. května 1957)
- 1887
  - Záboj Bláha-Mikeš, hudební redaktor, organizátor a skladatel († 3. dubna 1957)
  - Leoš Kubíček, sochař a řezbář († 3. listopadu 1974)
- 1894 – Bohuslav Taraba , skladatel, malíř, hudební spisovatel a vydavatel († 18. září 1978)
- 1898 – Miroslav Josef Krňanský, filmový režisér, kameraman, scenárista i herec († 20. srpna 1961)
- 1913 – Drahomíra Šustrová, spisovatelka a historička († 21. července 2006)
- 1914 – Josef Cikán, voják, příslušník operace Glucinium († 1. dubna 1985)
- 1922 – Bohumil Pavlok, spisovatel († 16. ledna 2002)
- 1923 – Jiří Zahradníček, operní zpěvák, tenorista († 8. dubna 2001)
- 1927 – Karel Kukal, skaut a politický vězeň † 6. března 2016)
- 1928 – Valentin Urfus, profesor právní historie 17. srpna 2014)
- 1929 – Milan Kopřiva, typograf († 9. ledna 1997)
- 1931 – Alena Chadimová, sportovní gymnastka a olympijská medailistka
- 1940 – Jana Drbohlavová, herečka († 28. října 2019)
- 1941 – František Koukolík, neuropatolog, spisovatel a publicista
- 1942 – Vladimír Škoda, francouzský sochař, grafik a kreslíř českého původu
- 1945
  - Ladislav Kantor, politik, hudebník a pedagog († 26. července 2015)
  - Ivan Pařík, dirigent
- 1952 – Leoš Šedo, spisovatel
- 1981 – Michal Důras, hokejista
- 1985 – Lukáš Pešek, motocyklový závodník
- 1986 – Michaela Horká, herečka
- 1999 – Amálie Švábíková, tyčkařka

### Svět

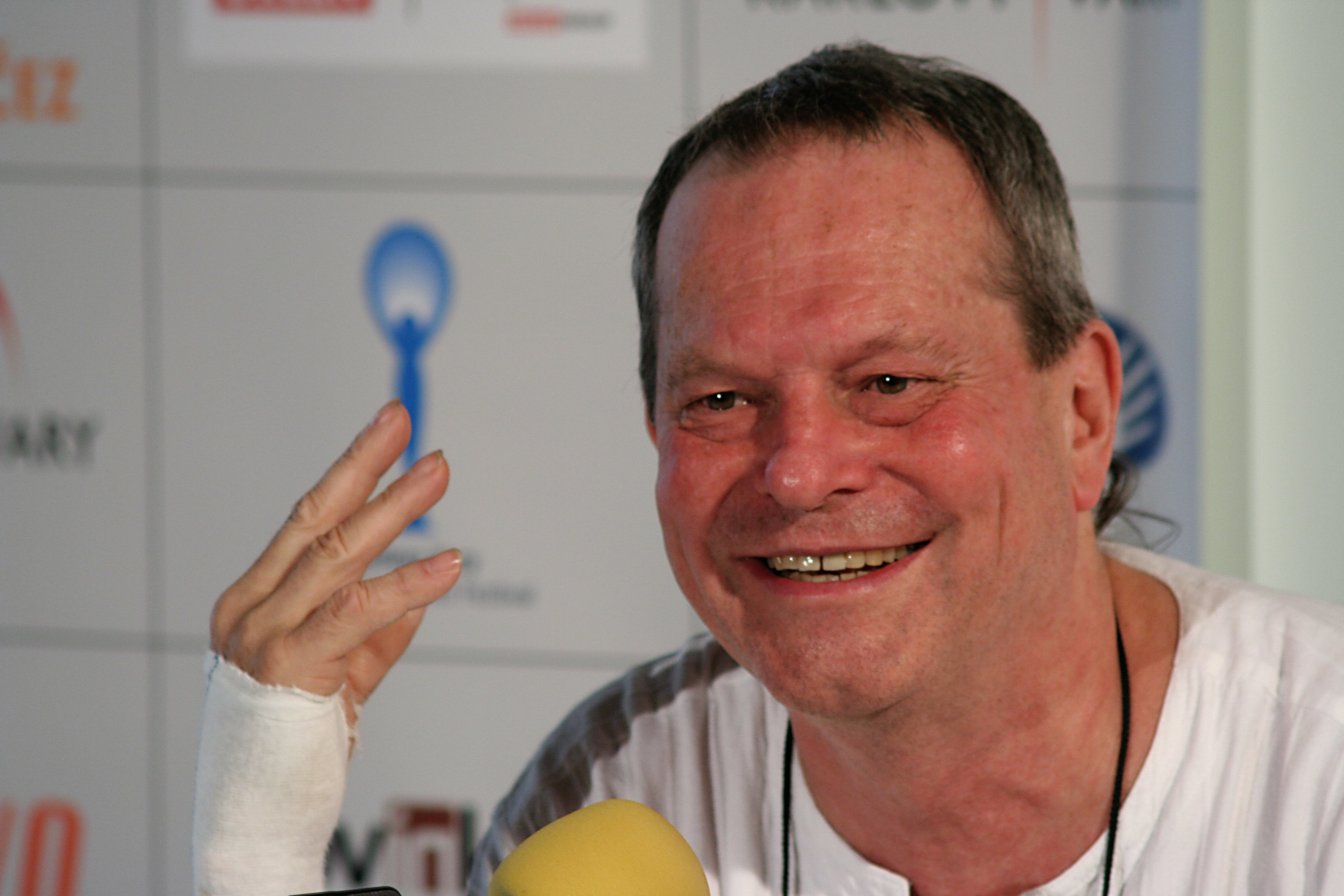
Terry Gilliam (* 1940)

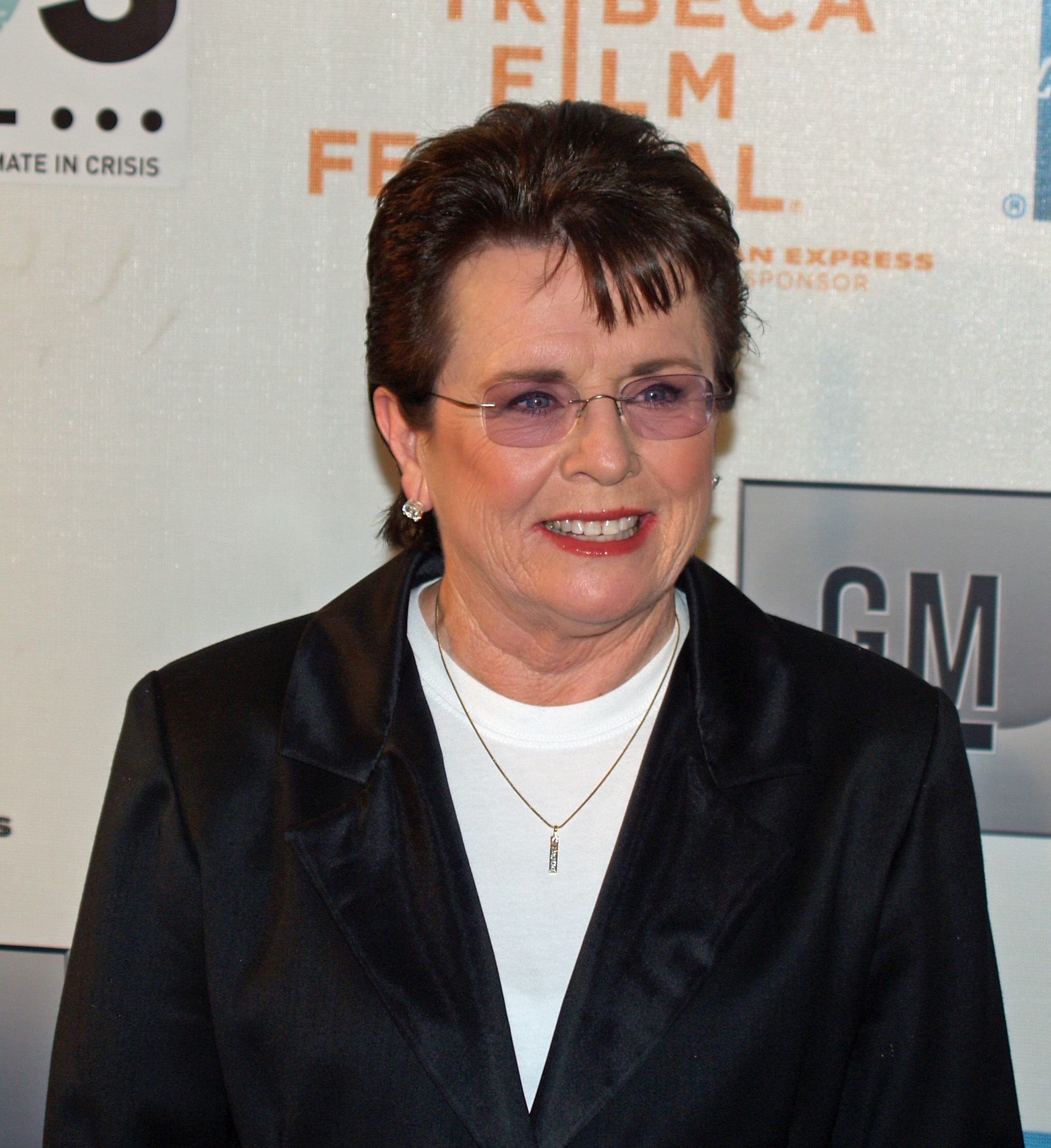
Billie Jean Kingová (* 1943)

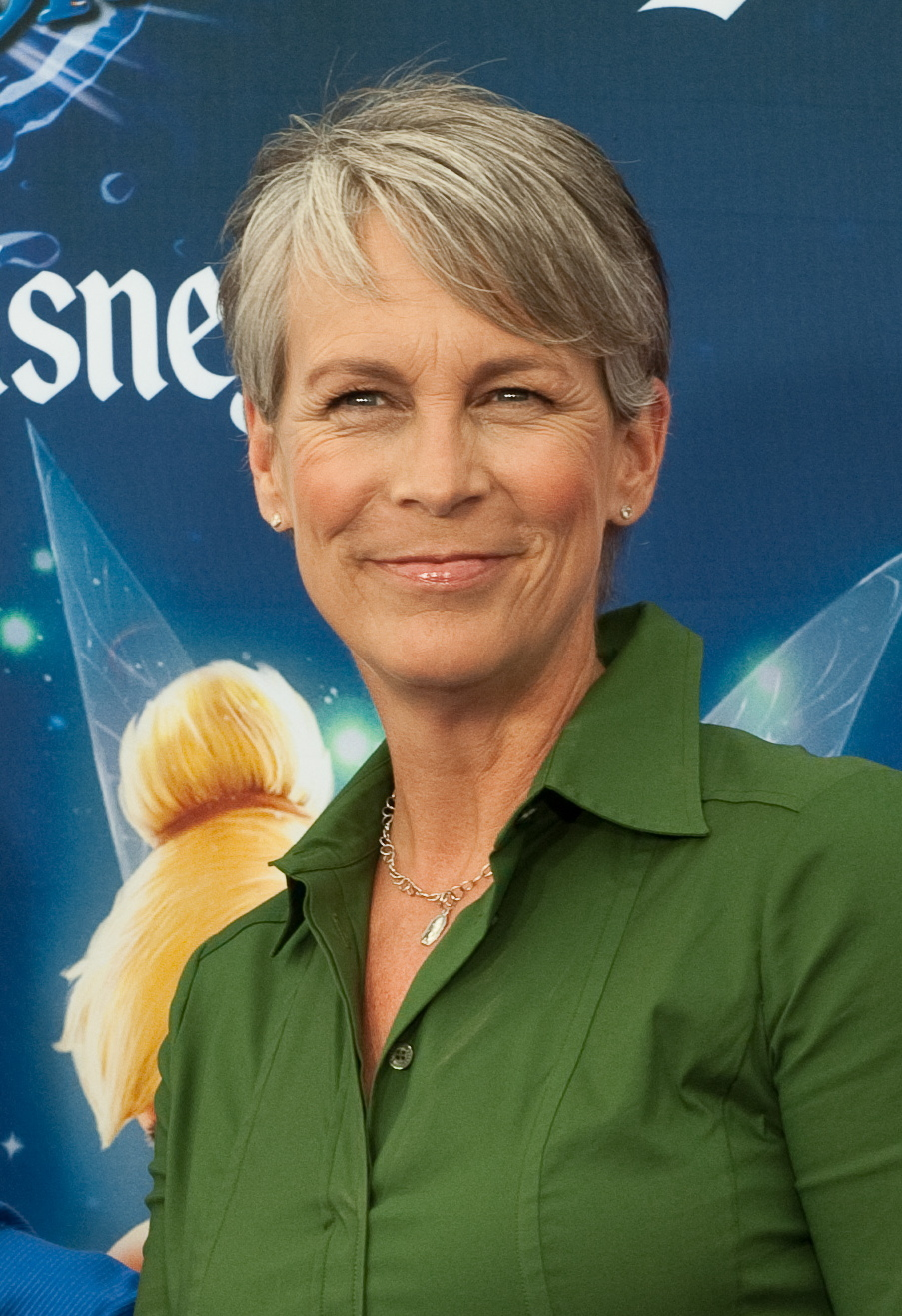
Jamie Lee Curtis (* 1958)

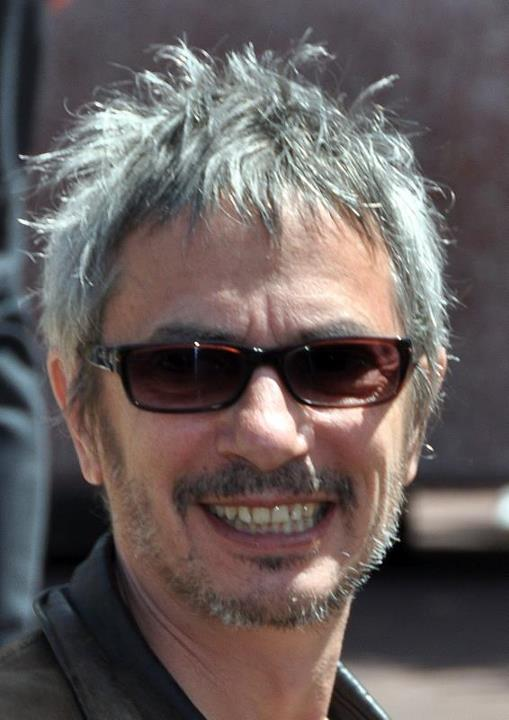
Leos Carax (* 1960)

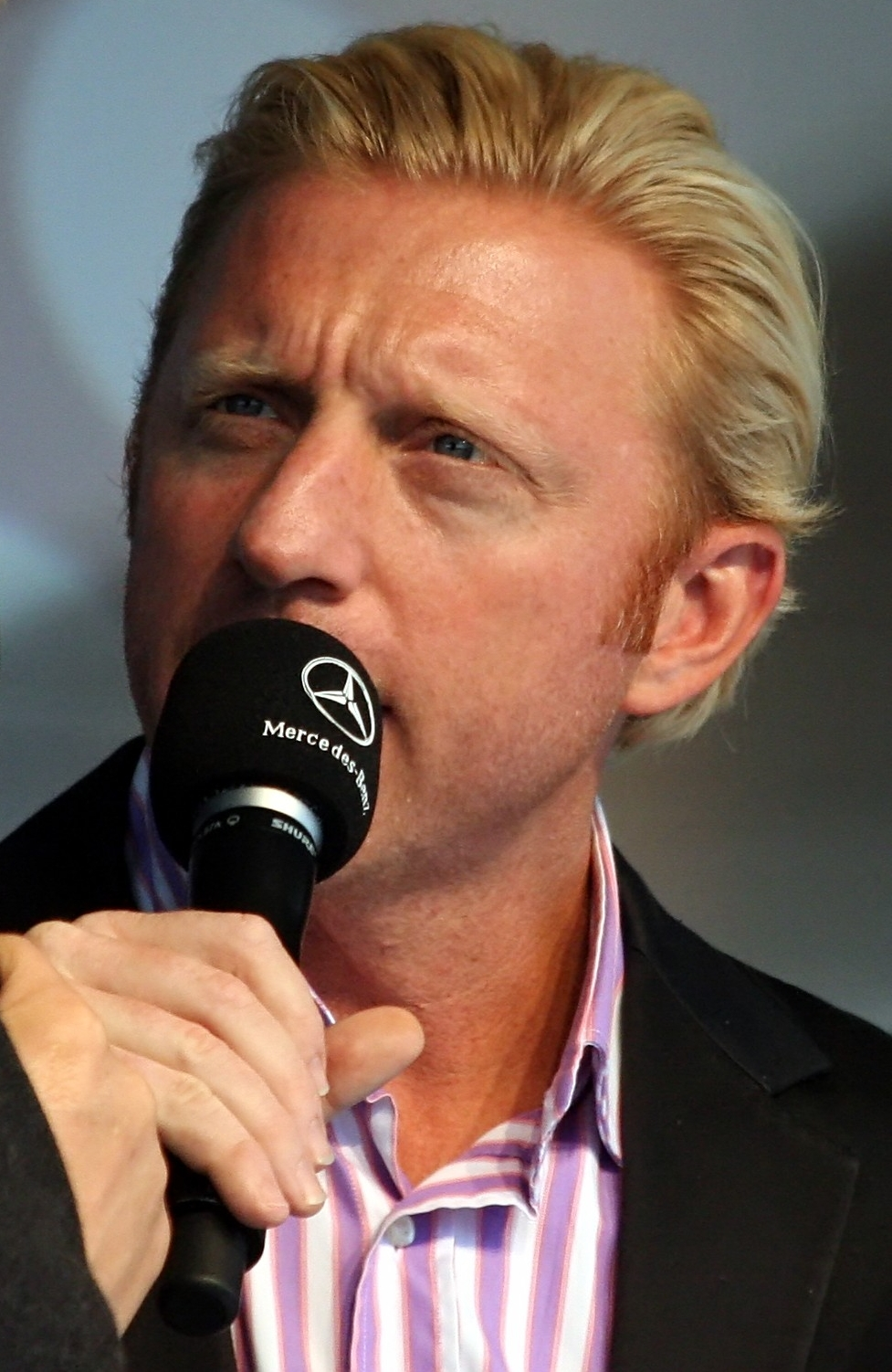
Boris Becker (* 1967)

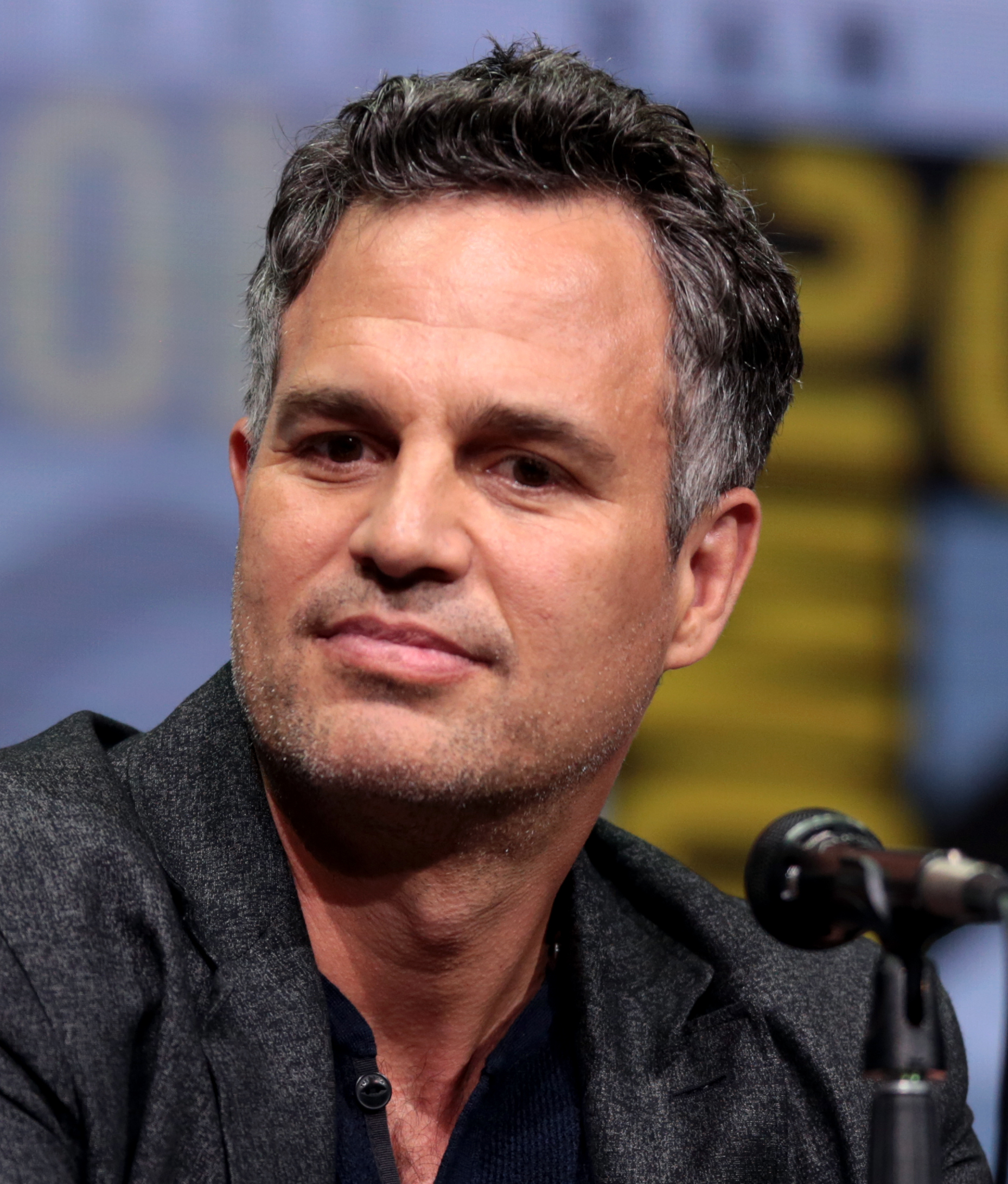
Mark Ruffalo (*1967)

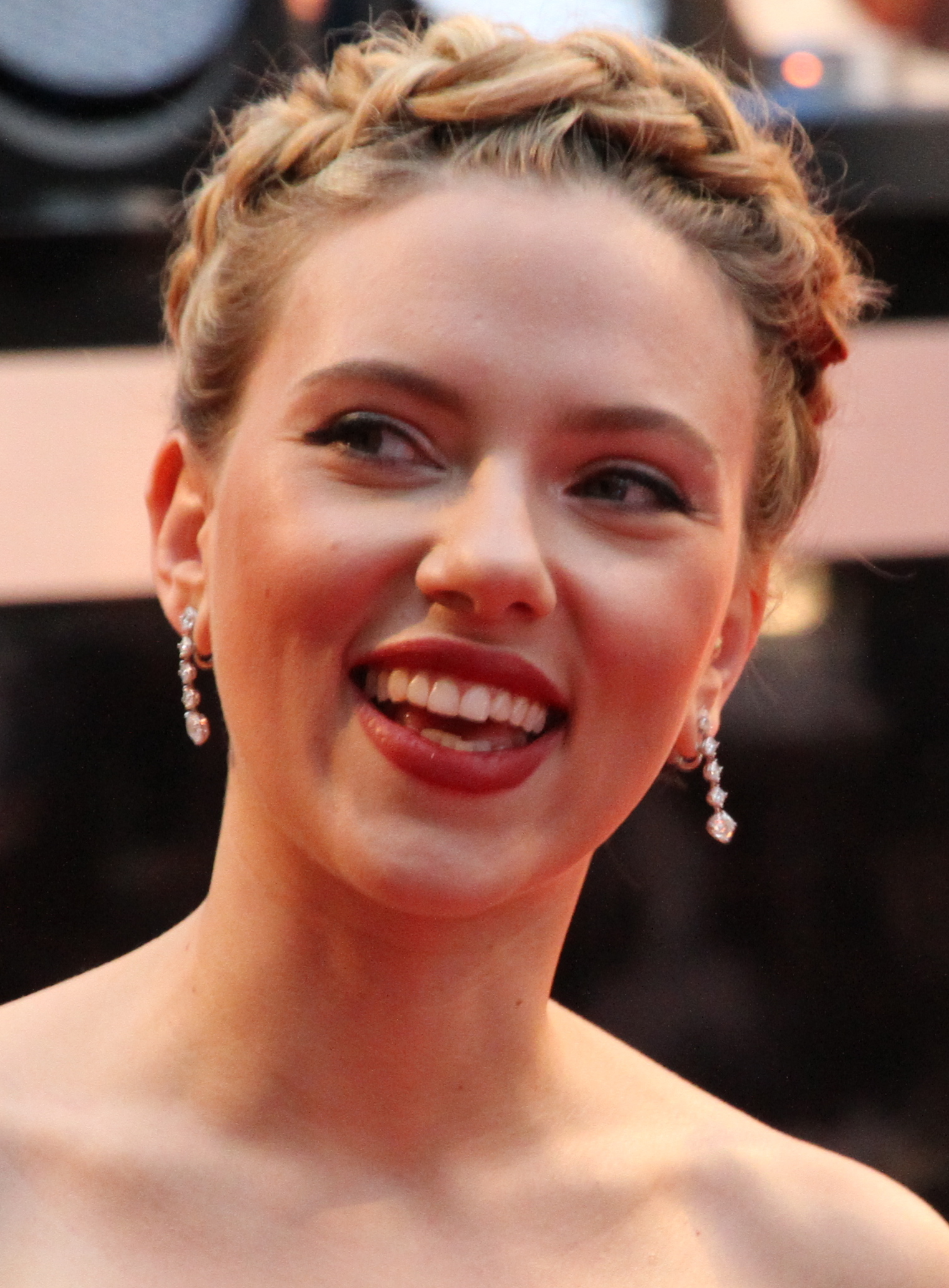
Scarlett Johanssonová (* 1984)

- 1515 – Marie de Guise, skotská královna († 11. červen 1560)
- 1532 – Anna Dánská, dánská princezna († 1. října 1585)
- 1560 – Karel Rakouský, markrabě z Burgau, hrabě nellenburský a hohenberský, vnuk císaře Ferdinanda I. Habsburského († 31. října 1618)
- 1602 – Izabela Bourbonská, francouzská princezna, královna španělská, portugalská, neapolská a sicilská († 6. října 1644)
- 1643 – René Robert Cavelier de La Salle, francouzský cestovatel († 19. března 1687)
- 1688 – Nádir Šáh, perský vládce, zakladatel dynastie Afšárovců († 19. června 1747)
- 1706 – Charles Spencer, 3. vévoda z Marlborough, britský vojevůdce a šlechtic († 20. října 1758)
- 1710 – Wilhelm Friedemann Bach, německý skladatel († 1. července 1784)
- 1728 – Karel Fridrich Bádenský, badenský markrabě a první velkovévoda († 10. června 1811)
- 1743 – Abigail Adamsová, 2. první dáma USA, manželka prezidenta Johna Adamse († 28. října 1818)
- 1753 – Dugald Stewart, skotský osvícenský filozof a matematik († 11. června 1828)
- 1767 – Andreas Hofer, tyrolský vlastenec († 20. února 1810)
- 1770 – Karolína Marie Tereza Parmská, princezna parmská a saská († 1. března 1804)
- 1777 – Francis Greenway, australský architekt († 25. září 1837)
- 1780 – Conradin Kreutzer, německý hudební skladatel († 14. prosince 1849)
- 1787 – Rasmus Rask, dánský filolog a lingvista († 14. listopadu 1832)
- 1812 – Johanne Luise Heiberg, dánská herečka († 21. prosince 1890)
- 1819 – George Eliot, anglická spisovatelka († 22. prosince 1880)
- 1830 – Karl Christian Bruhns, německý astronom a geodet († 25. července 1881)
- 1842 – José-María de Heredia, francouzský básník († 3. října 1905)
- 1847 – Richard Bowdler Sharpe, anglický zoolog a ornitolog († 25. prosince 1909)
- 1849 – Christian Rohlfs, německý expresionistický malíř († 8. ledna 1938)
- 1852
  - Paul-Henri-Benjamin d'Estournelles de Constant, francouzský diplomat, nositel Nobelovy ceny míru († 1924)
  - Seniha Sultan, osmanská princezna a dcera sultána Abdulmecida I. († 15. září 1931)
- 1859 – Carl Walther, německý puškař († 9. července 1915)
- 1868
  - Elvíra Bavorská, vnučka krále Ludvíka I. Bavorského († 1. dubna 1943)
  - John Nance Garner, viceprezident USA († 7. listopadu 1967)
- 1869 – André Gide, francouzský spisovatel, nositel Nobelovy ceny za literaturu († 19. února 1951)
- 1877 – Endre Ady, maďarský básník († 27. ledna 1919)
- 1881 – Enver Paša, turecký generál a politik († 4. srpna 1922)
- 1885
  - Valér Ferenczy, maďarský malíř († 23. prosince 1954)
  - Michał Nawka, lužickosrbský spisovatel († 16. března 1968)
- 1890 – Charles de Gaulle, francouzský státník, voják, velitel armády Svobodné Francie a později prezident Francie († 9. listopadu 1970)
- 1891 – Edward Louis Bernays, americký zakladatel moderních public relations († 9. dubna 1995)
- 1893 – Lazar Kaganovič, sovětský politik († 25. července 1991)
- 1898 – Wiley Post, americký letec, historicky první sólový let kolem světa († 1935)
- 1900 – Lin Feng-mien, čínský malíř († 12. srpna 1991)
- 1901 – Joaquín Rodrigo, španělský klavírista a skladatel († 6. července 1999)
- 1902 – Philippe Leclerc de Hauteclocque, generál francouzské armády († 28. listopadu 1947)
- 1904 – Louis Eugène Félix Néel, francouzský fyzik, nositel Nobelovy ceny za fyziku († 17. listopadu 2000)
- 1906 – Antonio Guiteras, kubánský politik († 8. května 1935)
- 1908 – Nikolaj Nosov, ruský autor dětských knih († 26. července 1976)
- 1909 – Michail Leonťjevič Mil, ruský konstruktér vrtulníků († 31. ledna 1970)
- 1912 – Štefan Polakovič, slovenský filozof († 29. listopadu 1999)
- 1913 – Benjamin Britten, britský skladatel († 4. prosince 1976)
- 1914 – Roy Crowson, britský biolog († 13. května 1999)
- 1917 – Sir Andrew Fielding Huxley, anglický fyziolog a biofyzik, nositel Nobelovy ceny za fyziku za rok 1963 († 30. května 2012)
- 1921 – Rodney Dangerfield, americký komik († 5. října 2004)
- 1923 – Victor Papanek, americký designer († 10. ledna 1998)
- 1924 – Geraldine Page, americká divadelní a filmová herečka († 13. června 1987)
- 1930
  - Owen Garriott, americký vědec a kosmonaut († 15. dubna 2019)
  - Jozef Novák, slovenský heraldik a genealog
- 1932 – Robert Vaughn, americký herec († 11. listopadu 2016)
- 1935 – Ljudmila Bělousovová, ruská krasobruslařka († 29. září 2017)
- 1940 – Terry Gilliam, americký filmový režisér
- 1941 – Ron McClure, americký kontrabasista
- 1942
  - Guion Bluford, první americký astronaut tmavé pleti
  - Ruslan Chasbulatov, ruský ekonom a politik († 3. ledna 2023)
- 1943
  - Torill Thorstad Haugerová, norská spisovatelka († 4. července 2014)
  - Billie Jean Kingová, americká tenistka
- 1947 – Alfredo Cristiani, prezident Salvadoru
- 1949 – Klaus-Dieter Neubert, německý veslař, olympijský vítěz
- 1950
  - Tina Weymouth, americká zpěvačka a baskytaristka
  - Steven Van Zandt, americký hudebník, hudební producent, herec a diskžokej
- 1953 – Matija Ljubek, chorvatský kanoista († 11. října 2000)
- 1956 – Fernando Gomes, portugalský fotbalista († 26. listopadu 2022)
- 1957 – Alan Stern, americký astrofyzik a planetolog
- 1958 – Jamie Lee Curtis, americká herečka a autorka dětských knih
- 1960 – Leos Carax, francouzský režisér a herec
- 1964 – Tor Eckhoff, norský otužilec a youtuber, známý jako Apetor († 27. listopadu 2021)
- 1967
  - Boris Becker, německý tenista
  - Mark Ruffalo, americký herec
- 1968
  - Sidse Babett Knudsenová, dánská herečka
  - Irina Privalovová, ruská atletka
- 1969 – Katrin Krabbeová, německá sprinterka

- 1976
  - Ville Hermanni Valo, finský zpěvák skupiny HIM
  - Torsten Frings, německý fotbalista
- 1980
  - Jaroslav Rybakov, ruský skokan do výšky
  - Debby Hodgkinsonová, australská ragbistka
- 1981 – Song Hje-gjo, jihokorejská herečka
- 1984 – Scarlett Johanssonová, americká herečka
- 1985
  - Mandy Minellaová, lucemburská tenistka
  - Asamoah Gyan, ghanský fotbalista
- 1986 – Oscar Pistorius, jihoafrický tělesně postižený atlet
- 1987 – Marouane Fellaini, belgický fotbalista
- 1988 – Jamie Campbell Bower, anglický herec, zpěvák a model
- 1989 – Chris Smalling, anglický fotbalista
- 1992 – Vladislav Naměstnikov, ruský hokejista
- 1994 – Dacre Montgomery, australský herec
- 1995 – Katherine McNamara, americká herečka
- 1996
  - Jessica Pilz, rakouská sportovní lezkyně
  - Hailey Bieberová, americká modelka

## Úmrtí

### Česko

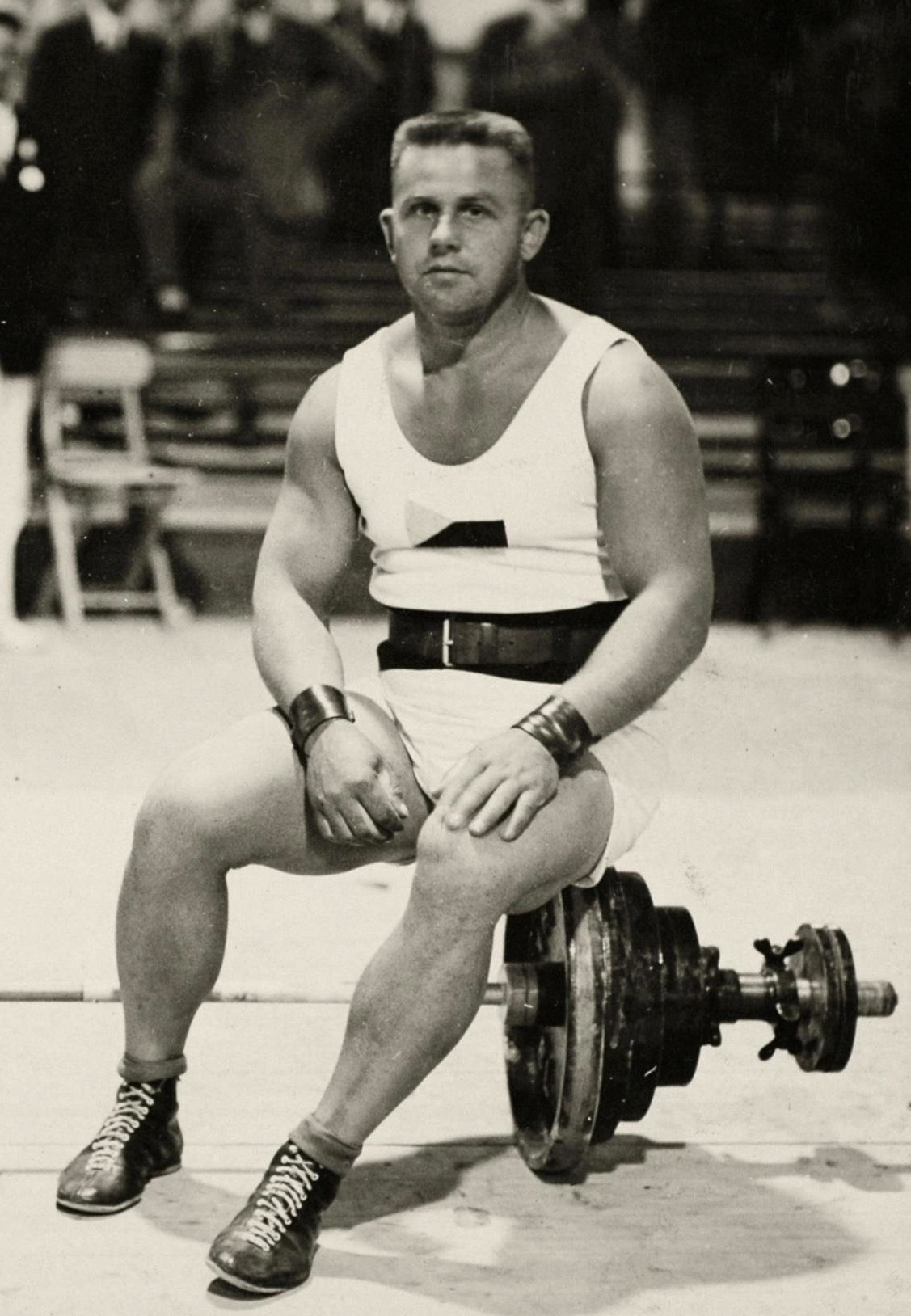
Jaroslav Skobla († 1959)

- 1826 – Pavel Lambert Mašek, český varhaník a hudební skladatel (* 14. září 1761)
- 1856 – Antonín Strobach, český právník a politik (* 3. června 1814)
- 1870 – Franz Anton II. von Thun und Hohenstein, rakouský a český šlechtic, podporovatel umění a politik (* 13. června 1809)
- 1879 – Eduard Schubert, rakouský a český právník a politik německé národnosti (* 21. června 1800)
- 1924 – Bruno Pammer, opat kláštera cisterciáků a politik (* 30. ledna 1866)
- 1932 – Josef Brdlík, český podnikatel a politik (* 16. srpna 1848)
- 1939 – Xaver Dvořák, český kněz a básník (* 29. listopadu 1858)
- 1940 – František Groh, filolog a archeolog (* 13. listopadu 1863)
- 1951
  - Václav Chaloupecký, český historik (* 12. května 1882)
  - Karel Fučík, český operní pěvec (* 3. října 1876)
- 1959 – Jaroslav Skobla, československý vzpěrač, zlato na OH 1932 (* 16. dubna 1899)
- 1965 – Vladimír Jiří Rott, pražský obchodník (* 8. října 1885)
- 1969 – Lumír Jisl, archeolog a orientalista (* 18. dubna 1921)
- 1975
  - Hans Mrogala, těšínský výtvarník (* 20. ledna 1914)
  - Jan Emil Koula, český architekt (* 20. května 1896)
- 1979 – František Kop, profesor církevního práva (* 18. srpna 1906)
- 1982 – Oleg Sus, český estetik, literární vědec a kritik (* 9. září 1924)
- 1984 – Karel Paťha, překladatel, autor povídek (* 29. prosince 1915)
- 1985 – Oldřich Kryštofek, básník, novinář a spisovatel (* 7. června 1922)
- 1990 – Jiří Šašek, disident, signatář Charty 77 (* 3. září 1938)
- 1991 – František Kafka, spisovatel a překladatel (* 1909)
- 1995 – František Neužil, básník, romanopisec (* 9. května 1907)
- 1998 – František Kábele, speciální pedagog (* 30. listopadu 1913)
- 2009 – Jaromír Hořec, český básník, spisovatel, novinář a publicista (* 18. prosince 1921)
- 2012 – Jan Trefulka, spisovatel (* 15. května 1929)
- 2022 – Ota Ulč, novinář a exilový spisovatel (* 16. března 1930)

### Svět

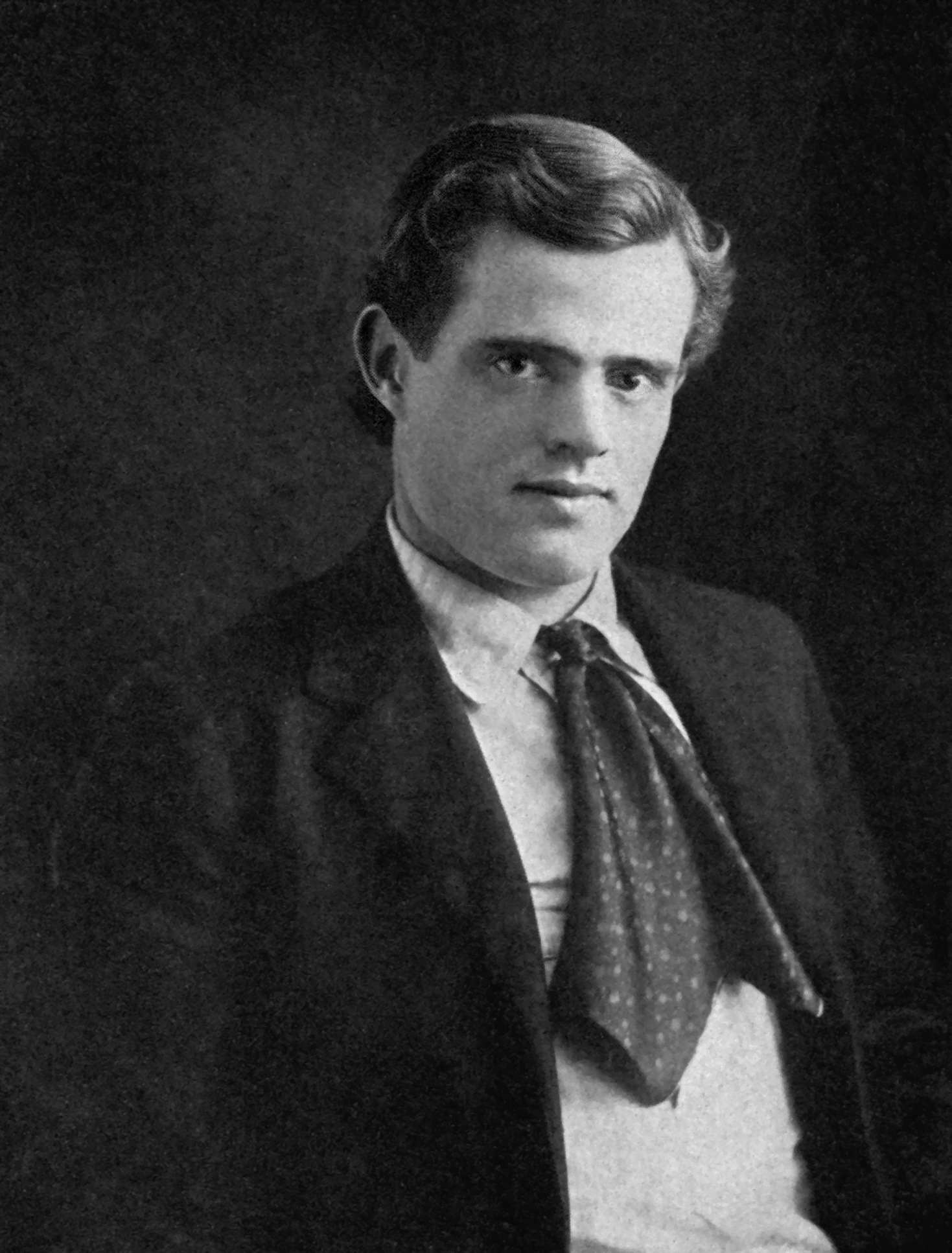
Jack London († 1916)

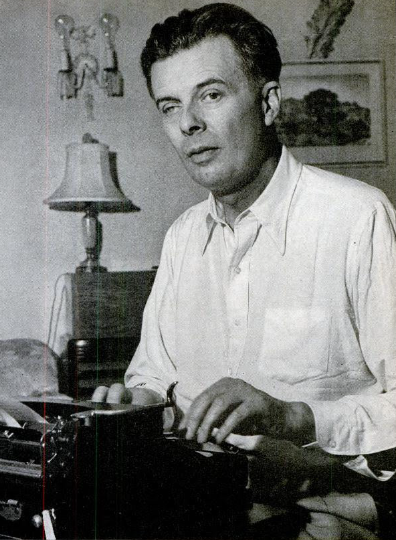
Aldous Huxley († 1963)

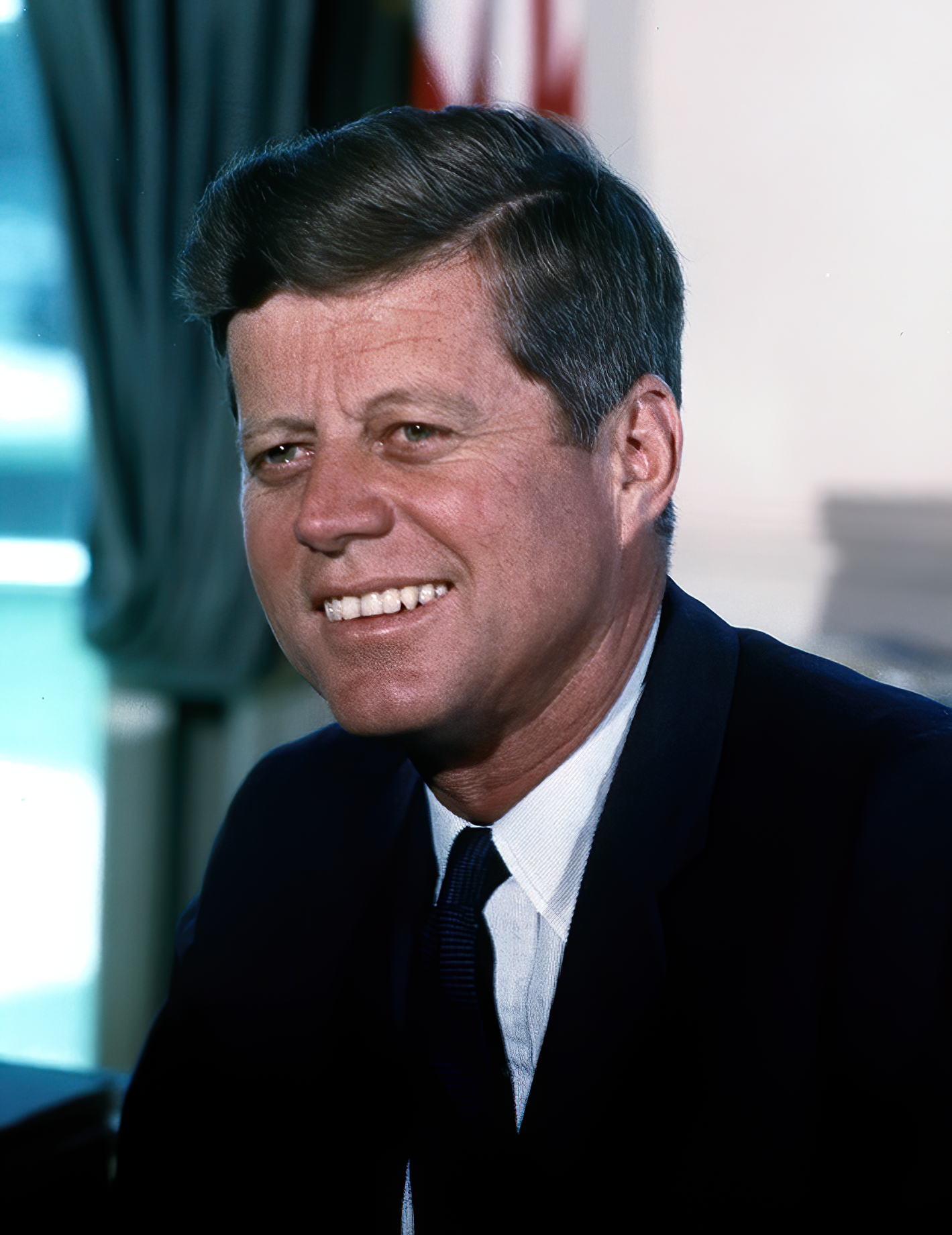
John F. Kennedy († 1963)

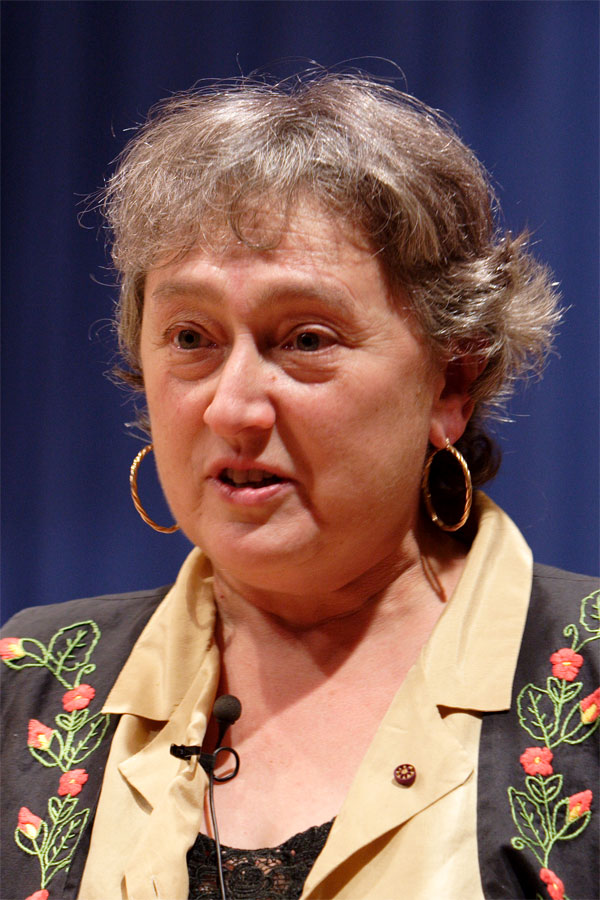
Lynn Margulisová († 2011)

- 1286 – Erik V. Dánský, dánský král (* 1249)
- 1318 – Michail Jaroslavič Tverský, kníže tverský a velkokníže vladimirský (* 1271)
- 1617 – Ahmed I., osmanský sultán (* 18. dubna 1590)
- 1697 – Libéral Bruant, francouzský architekt (* 1636)
- 1718 – Černovous (Edward Teach), britský pirát (* 1680)
- 1724 – Čikamacu Monzaemon, japonský dramatik (* 1653)
- 1768 – Levin Möller, švédský teolog (* 1709)
- 1795 – Larcum Kendall, britský hodinář (* 21. září 1721)
- 1828 – Rachel Jacksonová, manželka prezidenta USA Andrew Jacksona (* 15. června 1767)
- 1875 – Henry Wilson, americký politik a státník (* 16. února 1812)
- 1879 – Manuela Kirkpatricková, matka poslední francouzské císařovny Evženie (* 24. února 1794)
- 1900 – Arthur Sullivan, anglický operetní skladatel (* 13. května 1842)
- 1902 – William Chandler Roberts-Austen, britský metalurg (* 3. března 1843)
- 1907 – Asaph Hall, americký astronom (* 15. října 1829)
- 1915 – Josef Kalousek, český historik (* 2. dubna 1838)
- 1916 – Jack London, americký spisovatel (* 12. ledna 1876)
- 1918 – Rose Clevelandová, sestra 22. a 24. prezidenta USA Grovera Clevelanda, první dáma USA (* 13. června 1846)
- 1921 – Edward Adams, americký bankovní lupič (* 23. dubna 1887)
- 1940 – Mato Kosyk, lužickosrbský básník, publicista a prozaik (* 18. června 1853)
- 1941
  - Werner Mölders, německý stíhací pilot (* 18. března 1913)
  - Kurt Koffka, německý psycholog (* 18. března 1886)
- 1944
  - Anka Kolesárová, slovenská mučednice čistoty (* 14. července 1928)
  - Arthur Eddington, britský astrofyzik (* 28. prosince 1882)
  - Gleb Kotelnikov, ruský vynálezce (* 30. ledna 1872)
- 1946
  - Jaroslav Jevdokimov, ukrajinský zpěvák
  - Otto Georg Thierack, německý nacistický politik a právník (* 19. dubna 1889)
- 1954 – Andrej Vyšinskij, sovětský právník, politik a diplomat (* 10. prosince 1883)
- 1959 – Molla Malloryová, norsko-americká tenistka (* 6. března 1884)
- 1962 – René Coty, prezident Francouzské republiky (* 20. března 1882)
- 1963
  - John F. Kennedy, 35. prezident USA (* 29. května 1917)
  - Clive Staples Lewis, irský spisovatel (* 29. listopadu 1898)
  - Aldous Huxley, britský spisovatel (* 26. července 1894)
- 1971 – József Zakariás, maďarský fotbalista a trenér (* 25. dubna 1924)
- 1972 – Kójó Okada, japonský fotograf (* 31. srpna 1895)
- 1974 – Ralph Capone, americký gangster, starší bratr Ala Capona (* 12. ledna 1894)
- 1975 – François de Roubaix, francouzský hudební skladatel (* 3. dubna 1939)
- 1976 – Sevgi Soysal, turecká spisovatelka (* 30. září 1936)
- 1980 – Mae West, americká tanečnice, herečka a spisovatelka (* 17. srpna 1893)
- 1981 – Hans Adolf Krebs, německý, později anglický biochemik (* 25. srpna 1900)
- 1985 – Anton Matúšek, slovenský válečný pilot (* 10. května 1919)
- 1987 – Plácido Domingo Ferrer, španělský operetní zpěvák-baryton (* 8. března 1907)
- 1988
  - Erich Fried, rakouský básník (* 6. května 1921)
  - Luis Barragán, mexický architekt (* 9. března 1902)
- 1989 – Šamil Serikov, sovětský zápasník, olympijský vítěz (* 5. března 1956)
- 1993
  - Anthony Burgess, britský spisovatel, hudební skladatel a klavírista (* 25. února 1917)
  - Karl Scheit, rakouský kytarista, loutnista a hudební pedagog (* 21. dubna 1909)
  - Taťjana Nikolajeva, ruská klavíristka, hudební skladatelka (* 4. května 1924)
- 1996
  - Garrett Birkhoff, americký matematik (* 19. ledna 1911)
  - Mark Lenard, americký herec (* 15. října 1924)
- 1997 – Michael Hutchence, australský zpěvák (INXS) (* 22. ledna 1960)
- 1998 – Vladimír Demichov, ruský transplantační chirurg (* 18. července 1916)
- 2010
  - Urbano Navarrete Cortés, španělský kardinál, rektor Papežské univerzity Gregoriana (* 25. května 1920)
  - Julien Guiomar, francouzský herec (* 3. května 1928)
- 2011
  - Paul Motian, americký hudební skladatel a bubeník (* 25. března 1931)
  - Lynn Margulisová, americká bioložka (* 5. března 1938)
  - Georg Kreisler, všestranný slovesný, hudební a divadelní umělec (* 18. července 1922)
- 2013 – Georges Lautner, francouzský režisér a scenárista (* 26. ledna 1926)
- 2014 – Fiorenzo Angelini, italský kardinál (* 1. srpna 1916)
- 2015 – Kim Jong-sam, jihokorejský politik (* 20. prosince 1927)
- 2017 – Dmitrij Chvorostovskij, ruský operní pěvec, barytonista (* 16. října 1962)
- 2021
  - Marie Versini, francouzská herečka (* 10. srpna 1940)
  - Noah Gordon, americký spisovatel (* 11. listopadu 1926)
  - Hilda Múdra, rakousko-slovenská krasobruslařka a trenérka (* 1. ledna 1926)
- 2022 – Pablo Milanés,  kubánský zpěvák a kytarista (* 24. února 1943)
- 2023
  - Emmanuel Le Roy Ladurie, francouzský historik (* 19. července 1929)
  - Barbara Haščáková, slovenská zpěvačka (* 11. prosince 1979)

## Svátky

### Česko
- Cecílie, Celie
- Cecil
- Sheila
- Homér

Katolický kalendář
- Svatá Cecilie

### Svět
- Libanon: Den nezávislosti
- USA: Den díkůvzdání (Thanksgiving; je-li čtvrtek)

## Pranostiky

### Česko
- Svatá Cecílie sněhem pole kryje.
- Svatá Cecilie hroudy v poli sněhem kryje.

| 22. listopad v pražském KlementinuÚdaje jsou platné k 8. 7. 2025. | 22. listopad v pražském KlementinuÚdaje jsou platné k 8. 7. 2025. | 22. listopad v pražském KlementinuÚdaje jsou platné k 8. 7. 2025. |
| minimum                                                           | denní průměr                                                      | maximum                                                           |
| ----------------------------------------------------------------- | ----------------------------------------------------------------- | ----------------------------------------------------------------- |
| −16,7 °C (1858)                                                   | 4,1 °C (od 1961)                                                  | 15,7 °C (1930)                                                    |